# Nossa Senhora Reconciliadora dos Povos
Nossa Senhora Reconciliadora de Todos os Povos e Nações, também conhecida como Reconciliadora dos Povos ou simplesmente Nossa Senhora de Betania é o título dado à Virgem Maria após suas aparições no sítio Finca Betania entre os anos de 1976 e 1989, próximo de Cúa na Venezuela. As aparições foram aprovadas pelo bispo local em 1987.
Iniciada no próprio santuário mariano venezuelano, esta devoção espalhou-se lentamente pelo mundo através de peregrinações e comunicações da "Fundação Betania", criada pela vidente Maria Esperanza de Bianchini para difundir as mensagens que recebeu da Virgem Maria.

## As aparições marianas

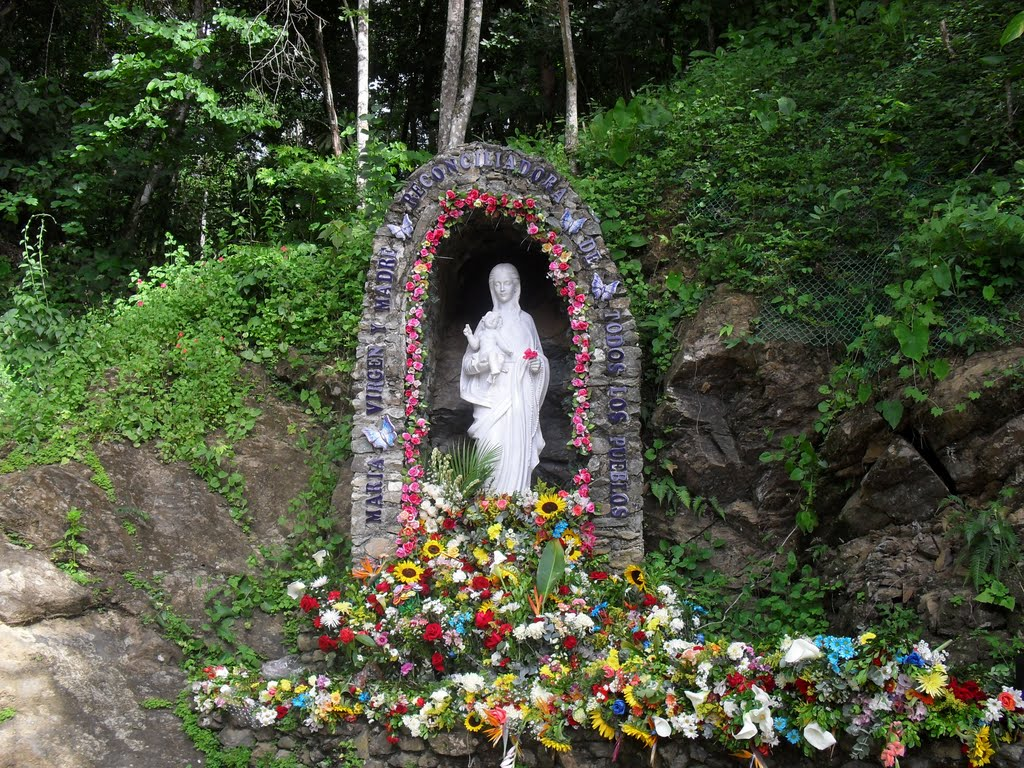
O local da primeira aparição na atualidade

Em 25 de março de 1976 ocorre a primeira aparição de Bianchini a Maria Esperanza de Bianchini, em uma gruta próxima a um pequeno rio no sopé de uma colina. Todos os anos, no dia 25 de março, Maria Esperanza, seus seguidores e alguns curiosos se reuniam na gruta. Ali, Nossa Senhora apresentou-se-lhe como "a Reconciliadora de todos os povos e nações". Em 25 de março de 1984, cerca de 150 pessoas afirmaram ter visto a Virgem Maria na gruta, ao mesmo tempo que a vidente.
As aparições continuaram até 1989, para a vidente e alguns outros fiéis que a acompanhavam.

## Descrição
A aparição foi "vista e descrita" por várias pessoas como assemelhando-se a várias representações conhecidas da Virgem como Nossa Senhora de Lourdes, Nossa Senhora do Carmo, Nossa Senhora dos Milagres ou Nossa Senhora das Dores. No entanto, a vidente Maria Esperanza descreveu a Virgem durante uma de suas aparições em uma representação que lhe é específica: a da Virgem com o Menino, trazendo-o no braço direito e segurando na mão esquerda um rosário.
Maria (sob o título de Virgem e Mãe, Reconciliadora de todos os povos) é representada com os cabelos até os ombros e a cabeça descoberta. A cortina do vestido se repete acima do braço esquerdo. O rosário que ela segura na mão esquerda pode não ter sido esculpido, mas colocado na estátua. A Virgem está sobre um globo hemisférico. Às vezes, uma rosa é colocada em sua mão esquerda. O Menino Jesus está coberto apenas pelo perizonium.
Uma estátua representando a Virgem nesta forma foi colocada no santuário, na gruta das aparições.

## Reconhecimento
Após uma investigação canônica de três anos, Dom Pio Bello Ricardo, bispo da Diocese de Los Teques, proclamou a autenticidade das aparições numa carta pastoral datada de 21 de novembro de 1987. O reconhecimento se deu após uma consulta com o cardeal Joseph Ratzinger (futuro Papa Bento XVI), que na época atuou como prefeito da Congregação para a Doutrina da Fé.
Em 2010, o bispo Paul Bootkoski da Diocese de Metuchen, nos Estados Unidos, inaugurou a causa de beatificação da vidente Maria Esperanza, desde então ela é invocada como serva de Deus.

## O santuário mariano de Betania

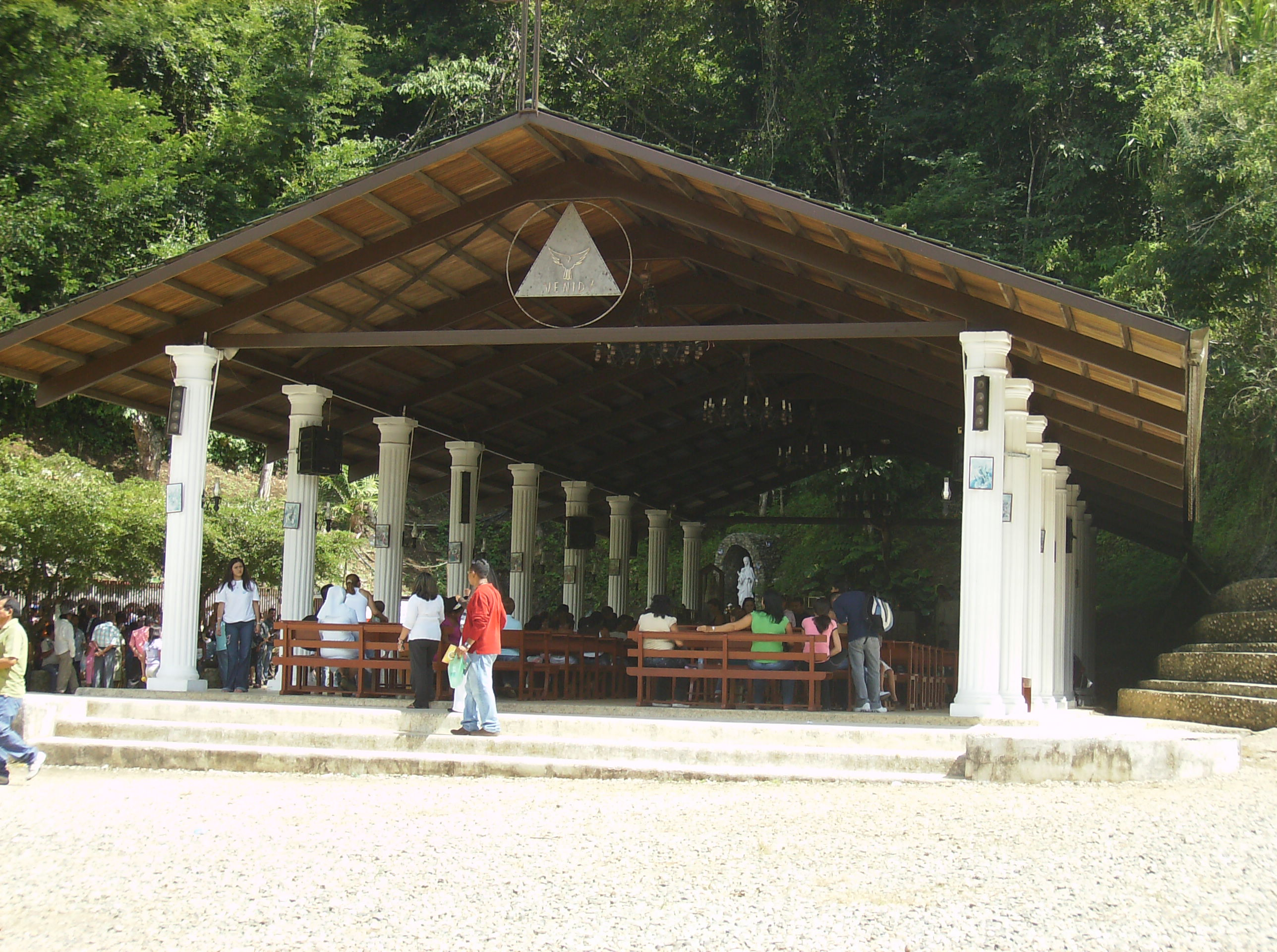
A fachada do santuário das aparições de Finca Betania

Em 1987, ao reconhecer as aparições, Dom Pio Bello Ricardo autorizou a construção de uma igreja dedicada a "Maria Reconciliadora dos Povos" , bem como de um centro de acolhimento e assistência aos pobres. Para isso, os proprietários doaram 4  hectares de terreno à diocese para a construção do local de culto.
Em 2009, a Conferência Episcopal Venezuelana atribuiu ao santuário o título de "santuário diocesano" A frequência da visita de peregrinos ao santuário é crescente.